# Världsmästerskapen i bordtennis 2025
Världsmästerskapen i bordtennis 2025 hölls mellan den 17 och 25 maj 2025 i Doha i Qatar.
I december 2022 blev Doha vald till värd för mästerskapet med 57 röster mot 39 röster på den andra kandidaten Alicante. Det var andra gången som Qatar var värd för mästerskapet efter att tidigare varit värd för lag-VM 2004. Huvudarena för mästerskapet var Lusail Sports Arena samtidigt som det även arrangerades matcher i Qatar University Sports Complex under mästerskapets första fyra dagar.
Totalt 640 bordtennisspelare från 127 nationer deltog i turneringen. Formatet för tävlingarna var utslagsspel och i singel var det bäst av sju set medan det i dubbel var bäst av fem set.

## Program
Turneringen spelades under nio dagar.
| Datum       | 17 maj         | 18 maj         | 19 maj            | 20 maj                             | 21 maj            | 22 maj           | 23 maj        | 24 maj      | 25 maj |
| ----------- | -------------- | -------------- | ----------------- | ---------------------------------- | ----------------- | ---------------- | ------------- | ----------- | ------ |
| Herrsingel  | 64-delsfinaler | 64-delsfinaler | 32-delsfinaler    | 32-delsfinaler + Sextondelsfinaler | Sextondelsfinaler | Åttondelsfinaler | Kvartsfinaler | Semifinaler | Final  |
| Damsingel   | 64-delsfinaler | 64-delsfinaler | 32-delsfinaler    | 32-delsfinaler + Sextondelsfinaler | Sextondelsfinaler | Åttondelsfinaler | Kvartsfinaler | Semifinaler | Final  |
| Herrdubbel  | 32-delsfinaler | 32-delsfinaler | Sextondelsfinaler | Åttondelsfinaler                   | Åttondelsfinaler  | Kvartsfinaler    | Kvartsfinaler | Semifinaler | Final  |
| Damdubbel   | 32-delsfinaler | 32-delsfinaler | Sextondelsfinaler | Åttondelsfinaler                   | Åttondelsfinaler  | Kvartsfinaler    | Kvartsfinaler | Semifinaler | Final  |
| Mixeddubbel | 32-delsfinaler | 32-delsfinaler | Sextondelsfinaler | Åttondelsfinaler                   | Kvartsfinaler     | Kvartsfinaler    | Semifinaler   | Final       |        |

## Medaljörer
| Gren                    | Guld                             | Silver                           | Brons                            |
| Herrsingel Detaljer...  | Wang Chuqin                      | Hugo Calderano                   | Liang Jingkun                    |
| Herrsingel Detaljer...  | Wang Chuqin                      | Hugo Calderano                   | Truls Möregårdh                  |
| Damsingel Detaljer...   | Sun Yingsha                      | Wang Manyu                       | Mima Ito                         |
| Damsingel Detaljer...   | Sun Yingsha                      | Wang Manyu                       | Chen Xingtong                    |
| Herrdubbel Detaljer...  | Hiroto Shinozuka Shunsuke Togami | Kao Cheng-Jui Lin Yun-Ju         | Alexis Lebrun Félix Lebrun       |
| Herrdubbel Detaljer...  | Hiroto Shinozuka Shunsuke Togami | Kao Cheng-Jui Lin Yun-Ju         | Esteban Dorr Florian Bourrassaud |
| Damdubbel Detaljer...   | Wang Manyu Kuai Man              | Sofia Polcanova Bernadette Szőcs | Shin Yu-bin Ryu Han-na           |
| Damdubbel Detaljer...   | Wang Manyu Kuai Man              | Sofia Polcanova Bernadette Szőcs | Miwa Harimoto Miyuu Kihara       |
| Mixeddubbel Detaljer... | Wang Chuqin Sun Yingsha          | Maharu Yoshimura Satsuki Odo     | Lim Jong-hoon Shin Yu-bin        |
| Mixeddubbel Detaljer... | Wang Chuqin Sun Yingsha          | Maharu Yoshimura Satsuki Odo     | Wong Chun Ting Doo Hoi Kem       |

## Medaljtabell
*   Värdland ( Qatar)
| Nr                   | Nation               | Guld | Silver | Brons | Totalt |
| -------------------- | -------------------- | ---- | ------ | ----- | ------ |
| 1                    | Kina                 | 4    | 1      | 2     | 7      |
| 2                    | Japan                | 1    | 1      | 2     | 4      |
| 3                    | Brasilien            | 0    | 1      | 0     | 1      |
| 3                    | Kinesiska Taipei     | 0    | 1      | 0     | 1      |
| 5                    | Rumänien             | 0    | 0.5    | 0     | 0.5    |
| 5                    | Österrike            | 0    | 0.5    | 0     | 0.5    |
| 7                    | Frankrike            | 0    | 0      | 2     | 2      |
| 7                    | Sydkorea             | 0    | 0      | 2     | 2      |
| 9                    | Hongkong             | 0    | 0      | 1     | 1      |
| 9                    | Sverige              | 0    | 0      | 1     | 1      |
| Totalt (10 nationer) | Totalt (10 nationer) | 5    | 5      | 10    | 20     |